# St. Peter und Paul (Březno)

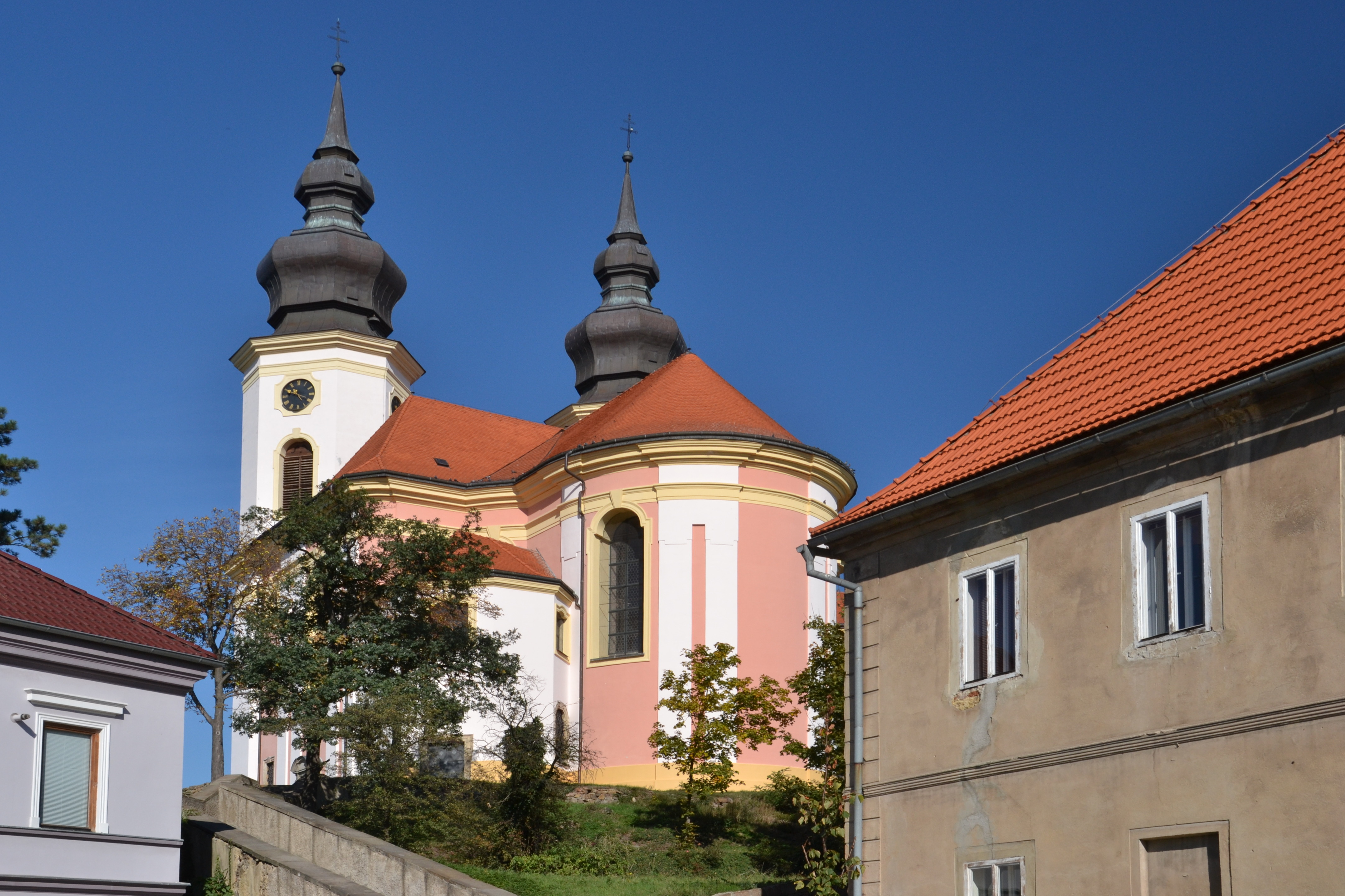
Priesen, St. Peter und Paul

Die Kirche St. Peter und Paul (tschechisch: kostel svatého Petra a Pavla) ist die  römisch-katholische Pfarrkirche von Březno (deutsch Priesen) bei Chomutov (Komotau) in Tschechien.

## Geschichte
Eine den Heiligen Petrus und Paulus geweihte mittelalterliche Kirche ist seit 1352 in Priesen belegt. Beim Graben eines Brunnens wurde zwischen 1632 und 1637 eine während den Hussitenunruhen vergrabene gotische Marienstatue gefunden, für deren Verehrung zunächst eine kleine barocke Kapelle errichtet wurde. Auf Veranlassung des Grafen Martinitz entstand 1671 der Neubau einer mit drei Altären ausgestatteten Wallfahrtskapelle. Die Zunahme des Pilgerstroms ließ dann den Wunsch nach dem Neubau von Kirche und Kapelle aufkommen, mit deren Entwurf Kilian Ignaz Dientzenhofer beauftragt wurde. Die Grundsteinlegung des Kirchenbaus erfolgte am 13. Mai 1739, doch ergaben sich während der Bauarbeiten Probleme hinsichtlich der Fundamentierung des Bauwerks, die durch eine Pfahlgründung behoben wurden. Finanzierungsprobleme und die Kriegssituation in Böhmen verzögerten den weiteren Ausbau, der nach dem Tode Dientzenhofers ab 1751 durch den Baumeister Johann Christoph Kosch aus Kaaden fortgesetzt wurde. Am 8. Mai 1763 schließlich wurde durch den Prager Weihbischof Johann Andreas Kayser die Einweihung der inzwischen vollendeten Kirche vollzogen. Schon wenige Jahre später kam während des Josephinismus die Wallfahrt zum Erliegen, so dass die Kirche auf die Funktion einer einfachen Pfarrkirche reduziert wurde.

## Architektur
Der erhöht über dem Ort gelegene Kirchenbau stellt einen über kreuzförmigem Grundriss errichteten Zentralbau dar, dem in den Winkeln diagonalgestellte Fassadentürme zugeordnet sind. Der zwischen ihnen eingefügte mittlere Fassadenabschnitt ist konvex vorgewölbt, die Gliederung des Außenbaus geschieht durch paarweise angeordnete Lisenen. Der Kirchenraum wird von einem weitgespannten Kuppelgewölbe beherrscht, das von acht Pfeilern mit kompositen Pilastern getragen und mit einem Fresko mit der illusionistischen Darstellung einer Kuppel durch den königlich-böhmischen Hofmaler Franz Müller geschmückt ist.
Die bauzeitliche Ausstattung der Kirche mit Altären und Kanzel wie auch die Holzskulpturen der Heiligen Petrus und Paulus, Franz von Assisi, Florian, Prokop und Eustachius sowie von König David schuf 1765 der Kaadener Bildhauer Karl Waitzmann. Der Hochaltar enthält in einem gläsernen Schrein, getragen von Engelsfiguren, die spätgotische Madonna, die den Ausgangspunkt der Priesener Wallfahrt bildete. Die mit zweigeteiltem Prospekt zwischen den Emporenfenstern angeordnete Orgel wurde 1759–1760 durch Johann Ignaz Schmidt aus Elbogen erbaut, das Werk 1898 durch Heinrich Schiffner erneuert.